# Liste chinesischer Tabakwarenhersteller
Dies ist eine Liste chinesischer Tabakwarenhersteller. Der größte Tabakwarenhersteller der Welt ist China Tobacco (Guojia yancao zhuanmaiju). Eine der bekanntesten chinesischen Zigarettenmarken ist Hongtashan (Roter Pagodenberg) von der Hongta Tobacco Group (Hongta jituan) aus dem Stadtbezirk Hongta in Yuxi in der südwestchinesischen Provinz Yunnan.

## Übersicht
Pinyin / chin.
- Anhui zhongyan gongye gongsi 安徽中烟工业公司 web
- Chuan-Yu zhongyan gongye gongsi 川渝中烟工业公司 web
- Fujian zhongyan gongye gongsi 福建中烟工业公司 web
- Gansu yancao gongye gongsi 甘肃烟草工业公司 web
- Guangdong zhongyan gongye gongsi 广东中烟工业公司 web
- Guangxi zhongyan gongye gongsi 广西中烟工业公司 web
- Guizhou zhongyan gongye gongsi 贵州中烟工业公司 web
- Guojia yancao zhuanmaiju 国家烟草专卖局 web
- Hainan hongta juanyan youxiangongsi 海南红塔卷烟有限公司 web
- Hebei zhongyan gongye gongsi 河北中烟工业公司 web
- Henan zhongyan gongye gongsi 河南中烟工业公司
- Heilongjiang yancao gongye gongsi 黑龙江烟草工业公司
- Hongta jituan 红塔集团
- Hongta Liaoning yancao youxiangongsi 红塔辽宁烟草有限公司
- Hongyun honghe jituan 红云红河集团
- Hubei zhongyan gongye gongsi 湖北中烟工业公司
- Hunan zhongyan gongye gongsi 湖南中烟工业公司
- Jilin yancao gongye gongsi 吉林烟草工业公司
- Jiangsu zhongyan gongye gongsi 江苏中烟工业公司
- Jiangxi zhongyan gongye gongsi 江西中烟工业公司
- Neimenggu Kunming juanyan youxiangongsi 内蒙古昆明卷烟有限公司
- Shandong zhongyan gongye gongsi 山东中烟工业公司
- Shanxi zhongyan gongye gongsi 陕西中烟工业公司
- Shanghai yancao jituan 上海烟草集团
- Shenzhen yancao gongye gongsi 深圳烟草工业公司
- Zhejiang zhongyan gongye gongsi 浙江中烟工业公司